# BDMP 1500
Die Schießsportdisziplin BDMP 1500 (auch bekannt als „PPC 1500“) hat ihren Namen von den 1500 maximal erreichbaren Ringen, was bis heute (Stand 6. August 2007) jedoch noch keinem deutschen Schützen gelungen ist. Es wird mit Kurzwaffen auf Distanzen von 7 bis 50 m geschossen. Das gesamte Match besteht aus insgesamt 150 Schuss.
Das derzeit beste deutsche Ergebnis beträgt 1.498 Ringe und wurde von Roman Hauber bei den World Championships 2015 in Stockholm am 16. August 2015 geschossen.
Zugelassene Waffen sind beliebige Großkaliberrevolver oder -pistolen mit einer Lauflänge von maximal 6". Die offene Visierung darf eine Länge bis zu 8,5" haben. Das Kaliber muss ≥ .32 sein, Magnum-Munition ist nicht zugelassen.
In dem unten aufgeführten Ablauf handelt es sich um den Hauptwettkampf Revolver oder Pistole.
Gestartet wird in verschiedenen Klassifikationen. Um eine höhere Klassifikation zu erreichen, muss die Ringzahl zweimal erreicht werden. Zu beachten ist, dass in Europa und USA unterschiedliche Ringzahlen für die Klassifikationen existieren:

## Klassifikationen
| PPC 1500        | Europa       |
| --------------- | ------------ |
| im 1. Wettkampf | Unclassified |
| bis 1.289 Ringe | Marksman     |
| ab 1.290 Ringe  | Sharpshooter |
| ab 1.380 Ringe  | Expert       |
| ab 1.440 Ringe  | Master       |
| ab 1.476 Ringe  | High Master  |

| PPC 1500        | USA          |
| --------------- | ------------ |
| im 1. Wettkampf | Unclassified |
| bis 1.404 Ringe | Marksman     |
| ab 1.405 Ringe  | Sharpshooter |
| ab 1.452 Ringe  | Expert       |
| ab 1.471 Ringe  | Master       |
| ab 1.485 Ringe  | High Master  |

## Matchablauf
- Match 1:
  - 7 Meter – 20 Sekunden – Revolver nur double action – 12 Schuss stehend frei
  - 15 Meter – 20 Sekunden – Revolver nur double action – 12 Schuss stehend frei
- Match 2: 25 Meter – 90 Sekunden – Revolver nur double action, davon
  - 6 Schuss kniend frei
  - 6 Schuss stehend, linke Hand, Pfosten links
  - 6 Schuss stehend, rechte Hand, Pfosten rechts
- Match 3: 50 Meter – 165 Sekunden – auch single action erlaubt, davon
  - 6 Schuss sitzend
  - 6 Schuss liegend
  - 6 Schuss stehend, linke Hand, Pfosten links
  - 6 Schuss stehend, rechte Hand, Pfosten rechts
- Match 4: 25 Meter – je 35 Sekunden – Revolver nur double action
  - 12 Schuss stehend frei
  - Wiederholung: 12 Schuss stehend frei
- Match 5: (National Police Course – 60 Schuss)
  - Station 1: 7 Meter – 20 Sekunden – Revolver nur double action – 12 Schuss stehend frei
  - Station 2: 25 Meter – 90 Sekunden – Revolver nur double action, davon
    - 6 Schuss kniend frei
    - 6 Schuss linke Hand, Pfosten links
    - 6 Schuss rechte Hand, Pfosten rechts

  - Station 3: 50 Meter – 165 Sekunden – auch single action erlaubt, davon
    - 6 Schuss sitzend
    - 6 Schuss liegend
    - 6 Schuss stehend, linke Hand, Pfosten links
    - 6 Schuss stehend, rechte Hand, Pfosten rechts

  - Station 4: 25 Meter – 12 Sekunden – Revolver nur double action, mit 6 Schuss stehend frei